# 118214 Agnesediboemia
118214 Agnesediboemia este un asteroid din centura principală de asteroizi.

## Descriere
118214 Agnesediboemia este un asteroid din centura principală de asteroizi. A fost descoperit pe 12 ianuarie 1996 la Observatorul Kleť de Jana Tichá și Miloš Tichý. Asteroidul prezintă o orbită caracterizată de o semiaxă mare de 3,12 ua, o excentricitate de 0,20 și o înclinație de 6,5° în raport cu ecliptica.